# 太古酒店

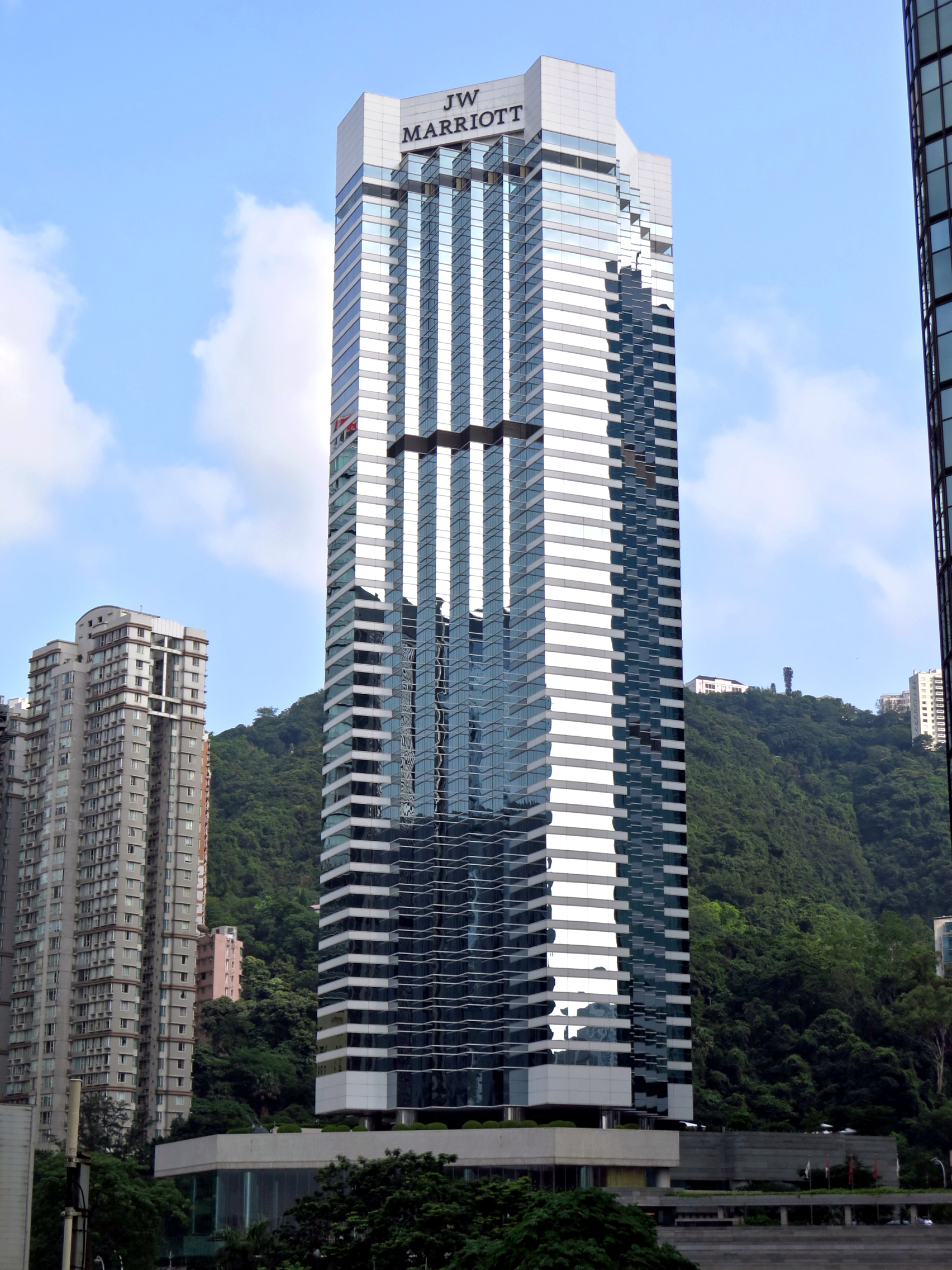
香港太古廣場奕居(36/F-50/F)

太古酒店（英語：Swire Hotels）于2008年成立，为太古地產进一步拓展酒店业务。目前，太古酒店在香港、中国内地以及美国，建立和管理了一系列都会时尚酒店。

## 香港奕居
太古地产控有香港JW萬豪酒店20% 股份，因此有权位于香港JW萬豪酒店36-50層在2009年10月开业奕居（The Upper House）

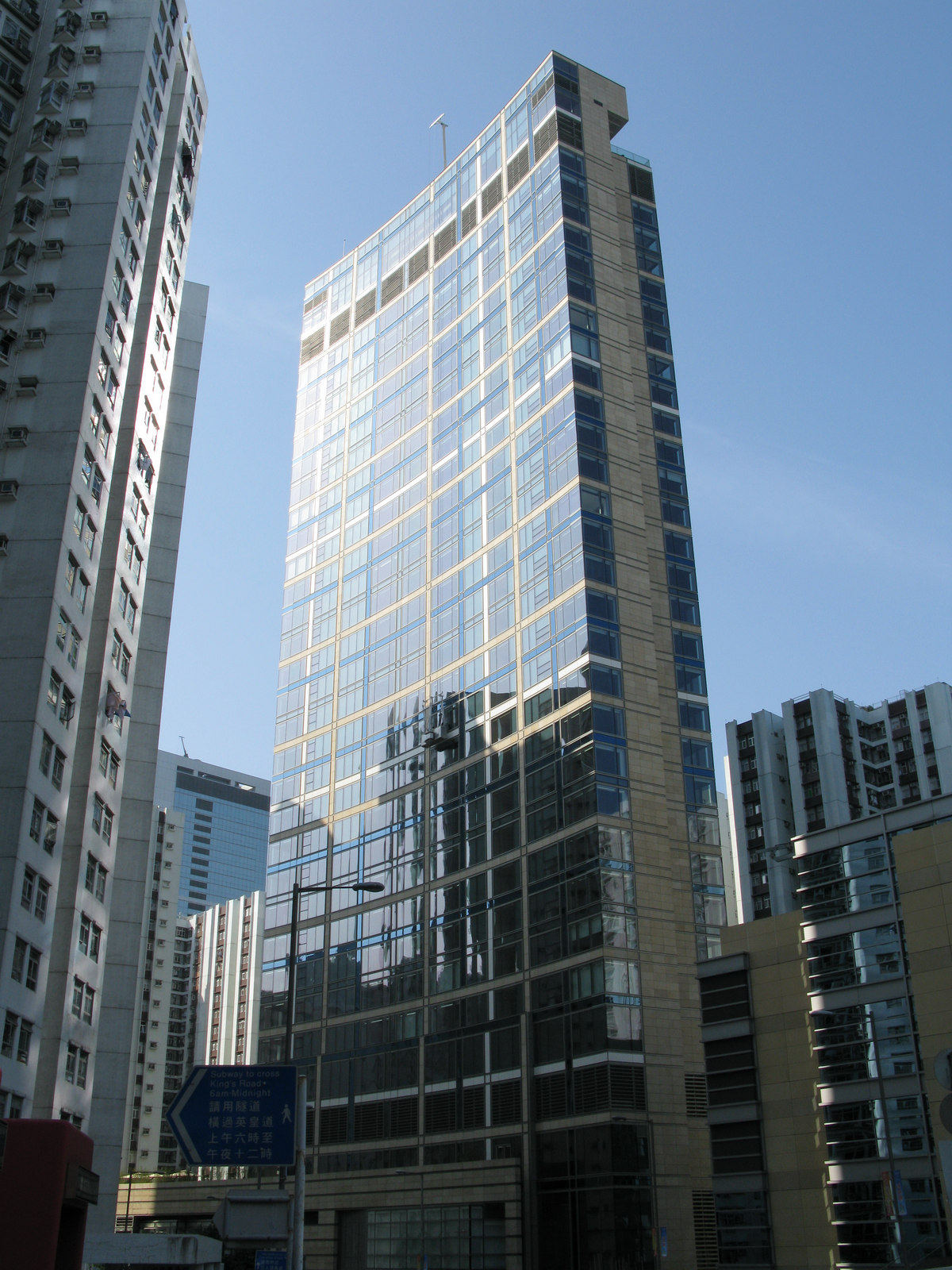
香港太古城中心東隅

## 香港東隅
2010年1月，太古酒店在香港港岛东开设了一间设有331间客房的休闲式商务酒店，名为香港东隅（EAST Hong Kong） 。

## 香港太古坊栢舍
太古坊栢舍，位於香港鰂魚涌，是太古地產旗下新建的服務式住宅，物業樓高28層，共提供111個單位，2015年入伙。

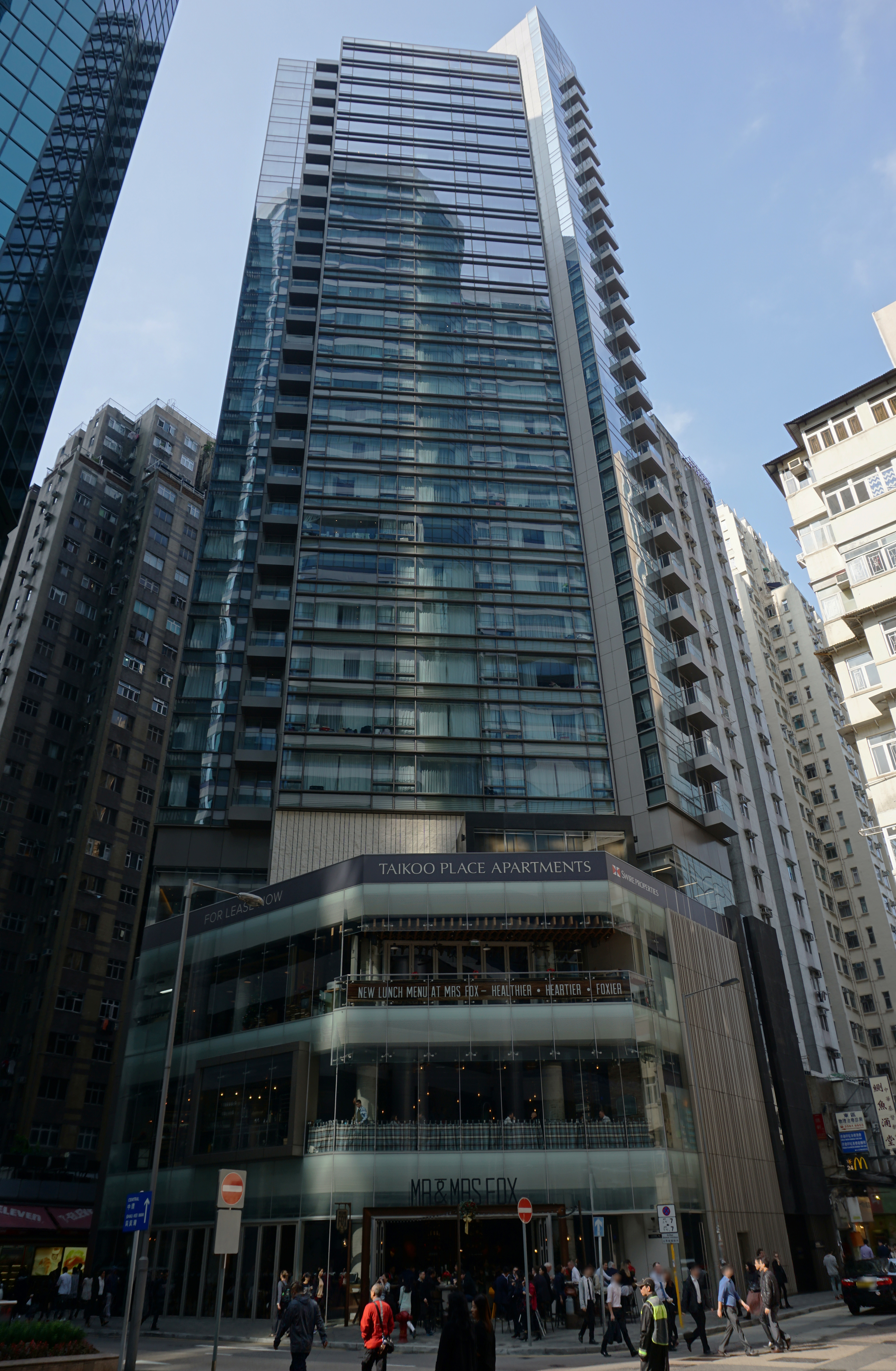
香港太古坊太古坊栢舍

## 香港逸泰居

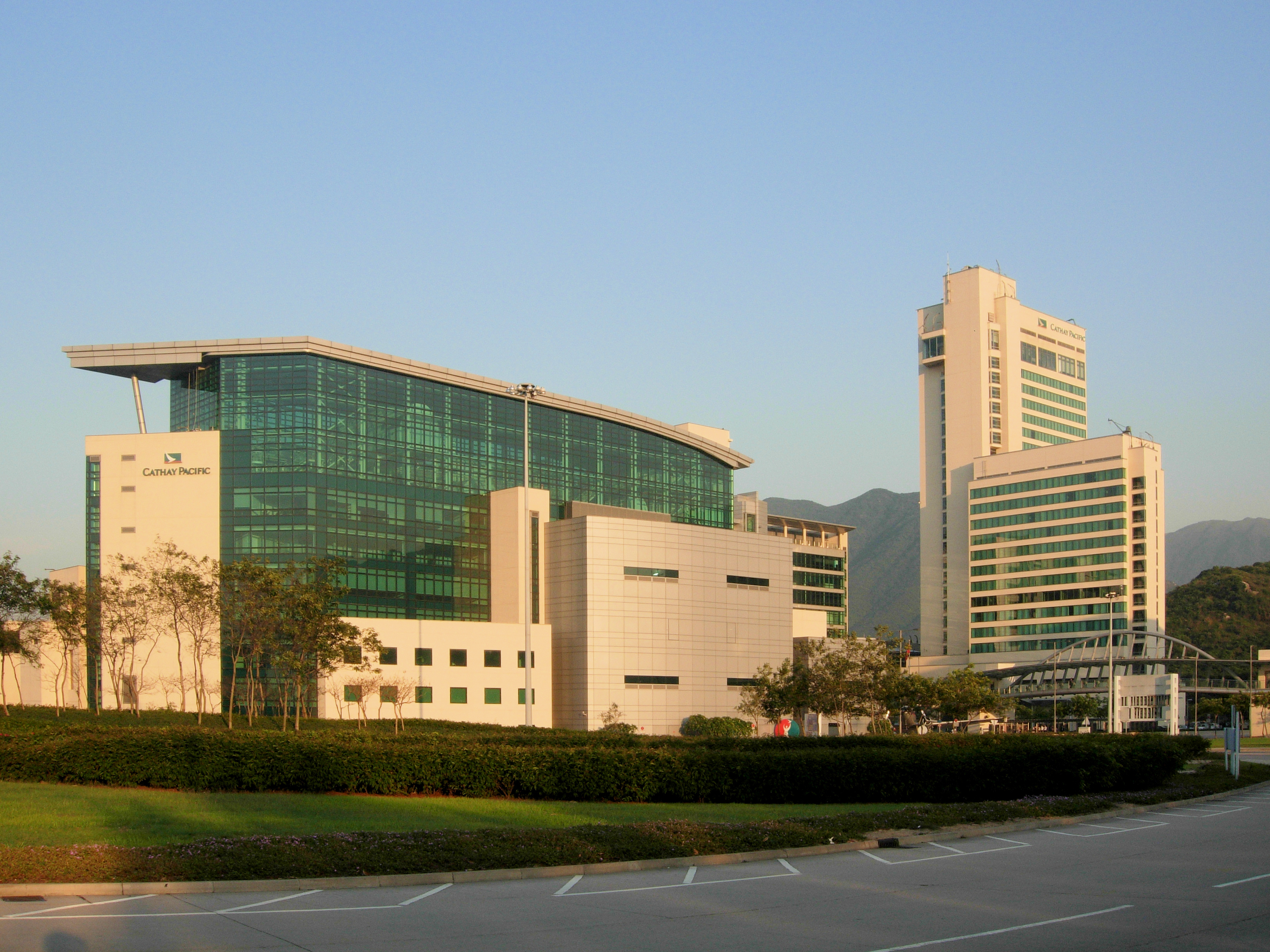
香港逸泰居

樓高23層的酒店，位於赤鱲角香港國際機場國泰城。

## 北京瑜舍

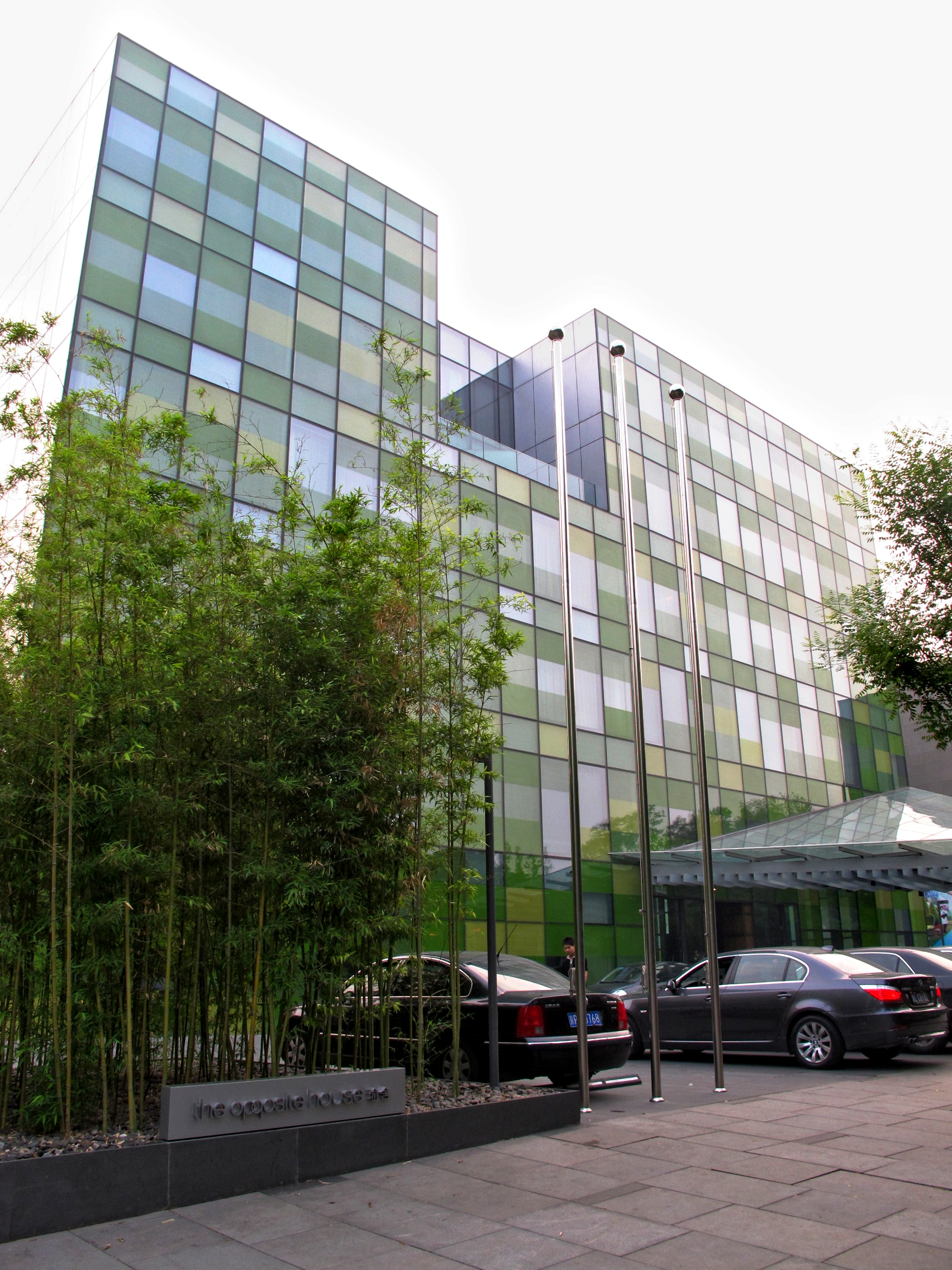
北京三里屯瑜舍

位于北京三里屯的瑜舍（The Opposite House） 于2008年开业。

## 北京東隅
位于北京将台区颐堤港的北京东隅（EAST, Beijing）设有369间客房，将于2012年开业。

## 切尔滕纳姆

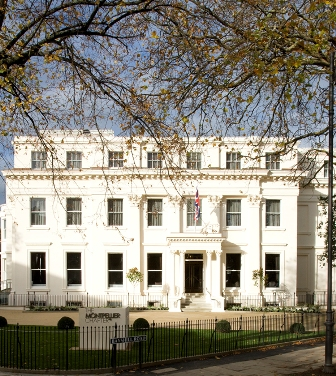
切尔滕纳姆

太古酒店正在英国主要城镇中心发展名为Chapter Hotels的全新酒店系列。 Chapter Hotels设计时尚、灵感源自於酒店所在地的本土特色。该系列的首间酒店The Montpellier Chapter位于切尔滕纳姆（Cheltenham），已于2010年11月正式登场。第二间Chapter Hotels座落于埃克塞特（Exeter） ，将于2012年开幕。

## 港島香格里拉大酒店20%

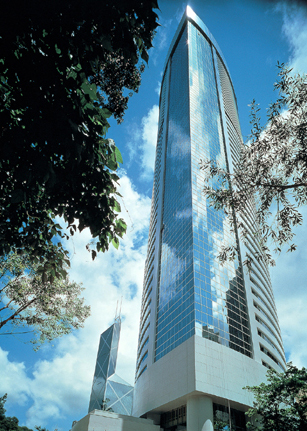
港島香格里拉大酒店

港島香格里拉大酒店位於香港島金鐘道88號，於1991年3月1日開張。港島香格里拉大酒店。酒店共有531間客房，其中包括34間套房。所有客房佔據了太古廣場最高樓（總高213米）的上半部分。酒店還擁有八間餐廳、一個商務中心、一個24小時健身俱樂部、一個面積為645平方米的宴會廳、七間多功能室與一個豪華轎車車隊。大樓的下半部分是名為“太古廣場二座”的辦公樓。

## 香港港麗酒店20%

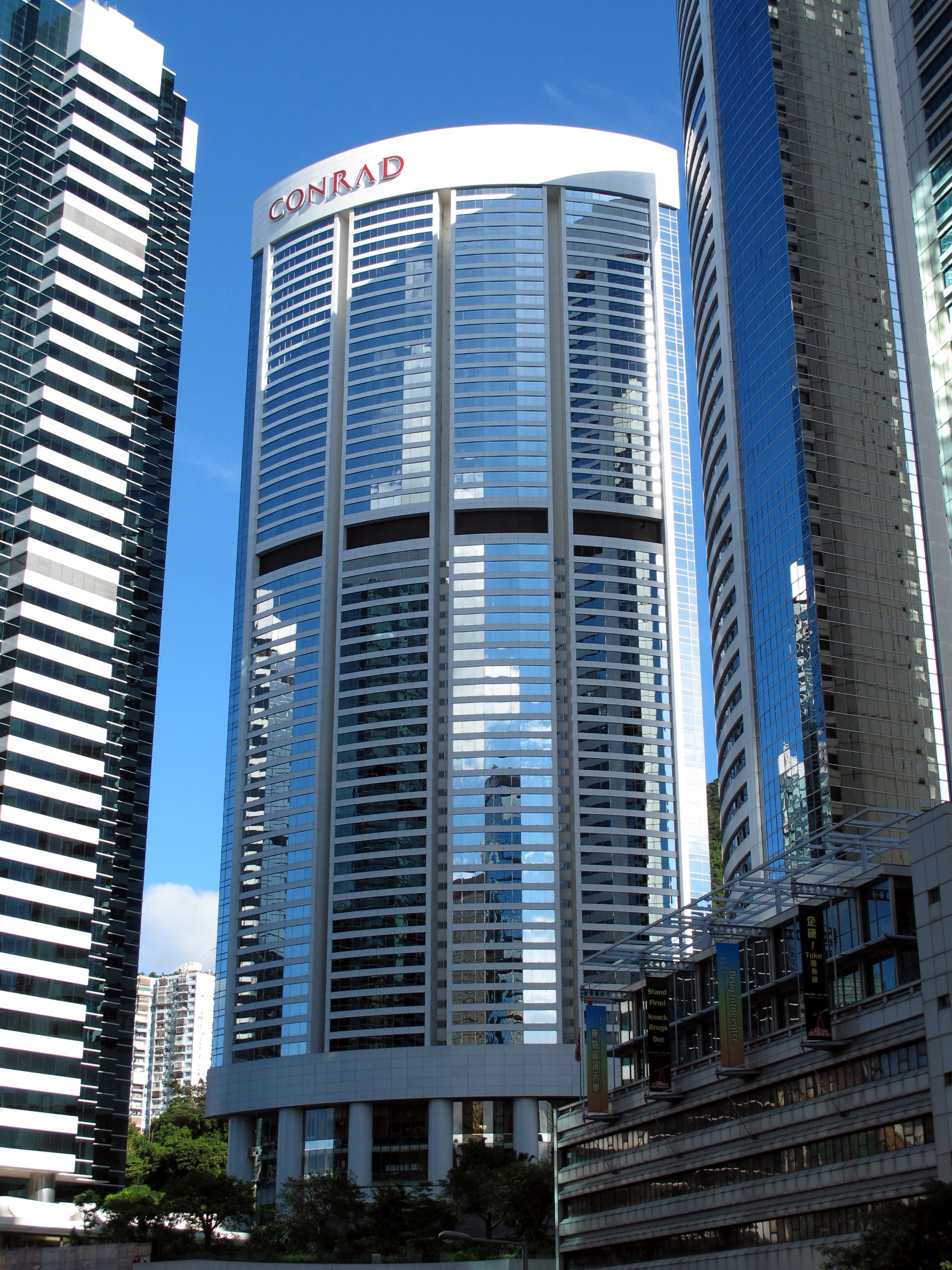
香港港麗酒店

為香港一間五星級酒店，是隸屬希爾頓酒店集團旗下的酒店品牌。酒店於1993年開幕，樓高22層（設於40-61樓），共提供513間豪華客房，包括467間寬敞舒適的客房，以及46間豪華套房，由港麗集團管理，酒店底層設有供跨國機構駐港職員租住的柏舍（Park side），共提供240個單位。

## 香港諾富特東薈城酒店20%

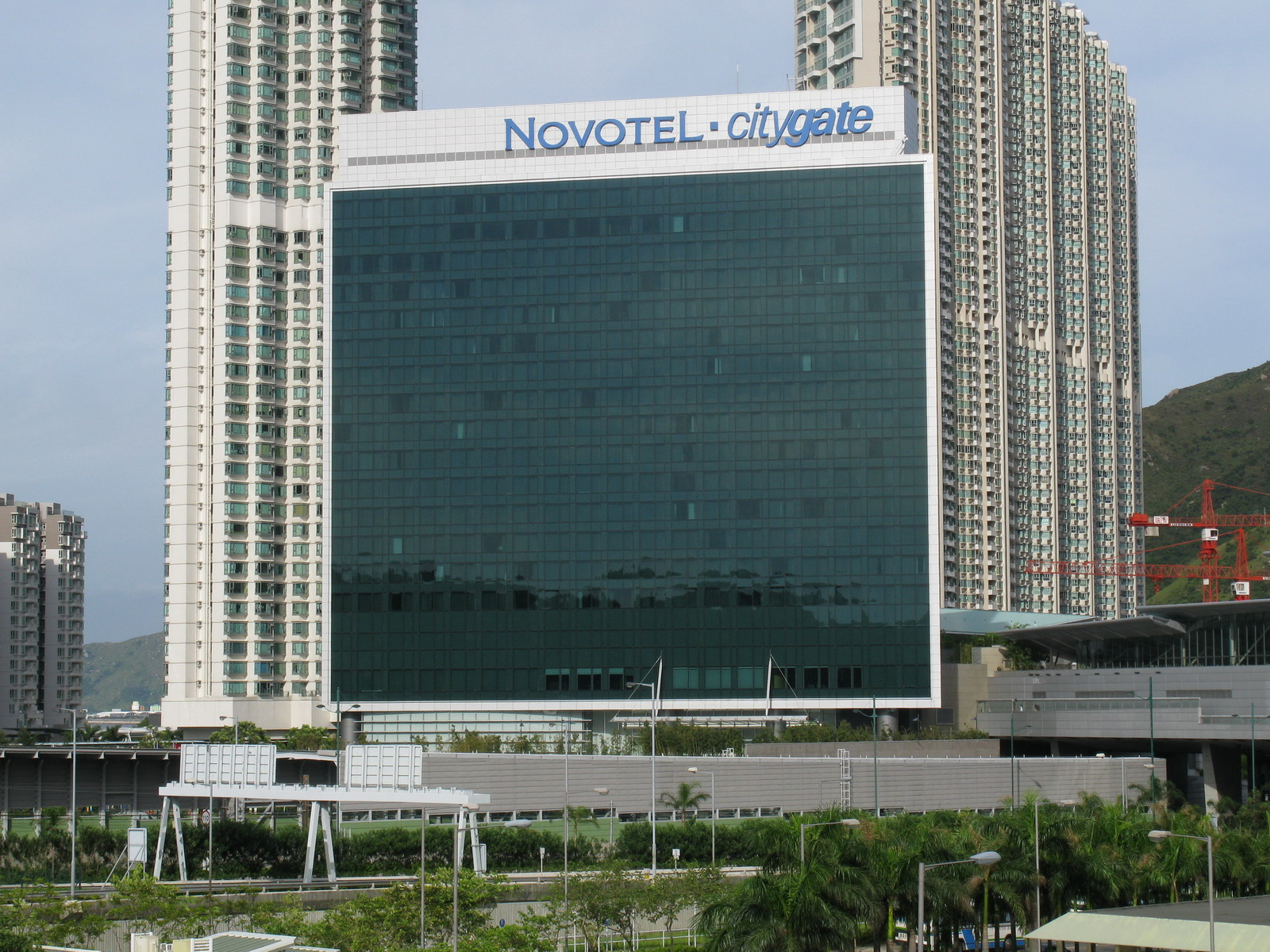
香港諾富特東薈城酒店

為香港的一間乙級高價酒店，位於香港新界大嶼山東涌文東路51號，樓高23層，由雅高酒店集團管理，是一間綜合型的商務休閒酒店，2006年4月開幕。酒店為東薈城發展項目的一部分。諾富特東薈城酒店共提供440間客房，並設有7間可容納12至400人的宴會廳。其餘還有：室外游泳池商務中心健身中心酒吧 Andante餐廳購物中心（東薈城）